# لص بغداد (فلم 1924)
لص بغداد هو فيلم مغامرات للمخرج راؤل والش من إنتاج سنة 1924 بطولة دوغلاس فيربانكس. يحكي الفيلم قصة أمير من بغداد يقع في حب ابنة والي البصرة. وبمساعدة صديقه اللص الصغير يستطيع استرجاع مملكته والزواج من الأميرة الحسناء. في سنة 1996 تم اختيار الفيلم للحفظ في السجل الوطني للفيلم بالولايات المتحدة عن طريق مكتبة الكونغرس وذلك لأنة (له قيمه ثقافيه وتاريخيه ومعنويه).

## شخصيات الفيلم
- لص بغداد... دوغلاس فيربانكس
- شريك لص بغداد الشرير... شنيز ادواردز
- الرجل المقدس... تشارلز بلشور
- الاميرة... جوليان جونستون
- الأمير المغولي... سوجين
- الأمة المغوليه... انا ماي ونغ
- الخليفة... براندون هيرست
- العراف... توتي دو كرو
- الأمير الهندي... نوبيل جونسون

## وصلات خارجية
- لص بغداد على موقع IMDb (الإنجليزية)
- لص بغداد على موقع الموسوعة البريطانية (الإنجليزية)
- لص بغداد على موقع روتن توميتوز (الإنجليزية)
- لص بغداد على موقع نتفليكس (الإنجليزية)
- لص بغداد على موقع ألو سيني (الفرنسية)
- لص بغداد على موقع Turner Classic Movies (الإنجليزية)
- لص بغداد على موقع أول موفي (الإنجليزية)
- لص بغداد على موقع فيلمافينيتي (الإسبانية)
- لص بغداد على موقع قاعدة بيانات الأفلام السويدية (السويدية)
- لص بغداد على موقع قاعدة بيانات الفيلم (الإنجليزية)

- الفيلم متوفر للتحميل المجاني على أرشيف الإنترنت